# Gustaf Estlander

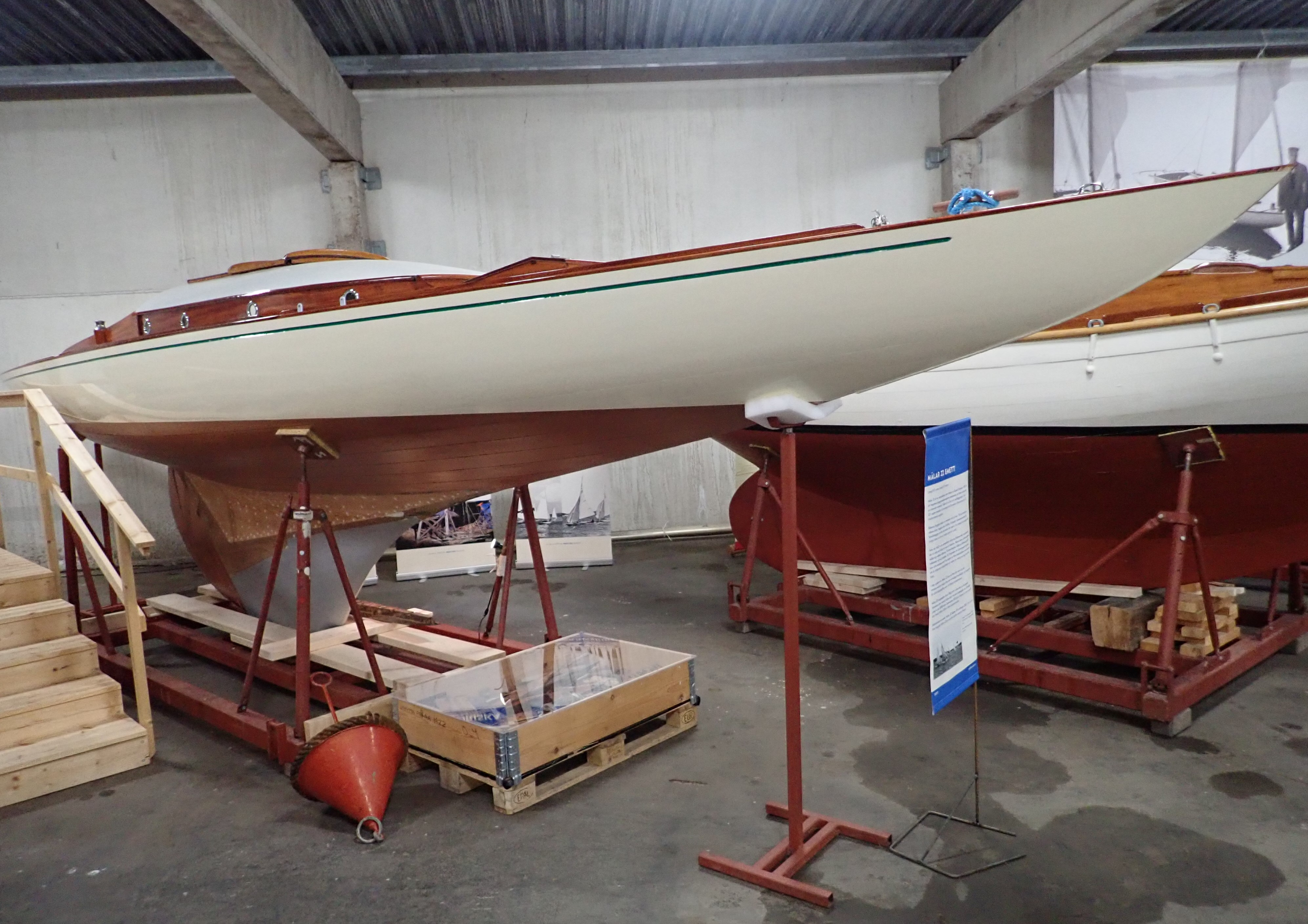
Det förstbyggda exemplaret av entypsbåten Mälar 22, ritad av Gustaf Estlander 1929 på Sjöhistoriska museets båtmagasin på Rindö.

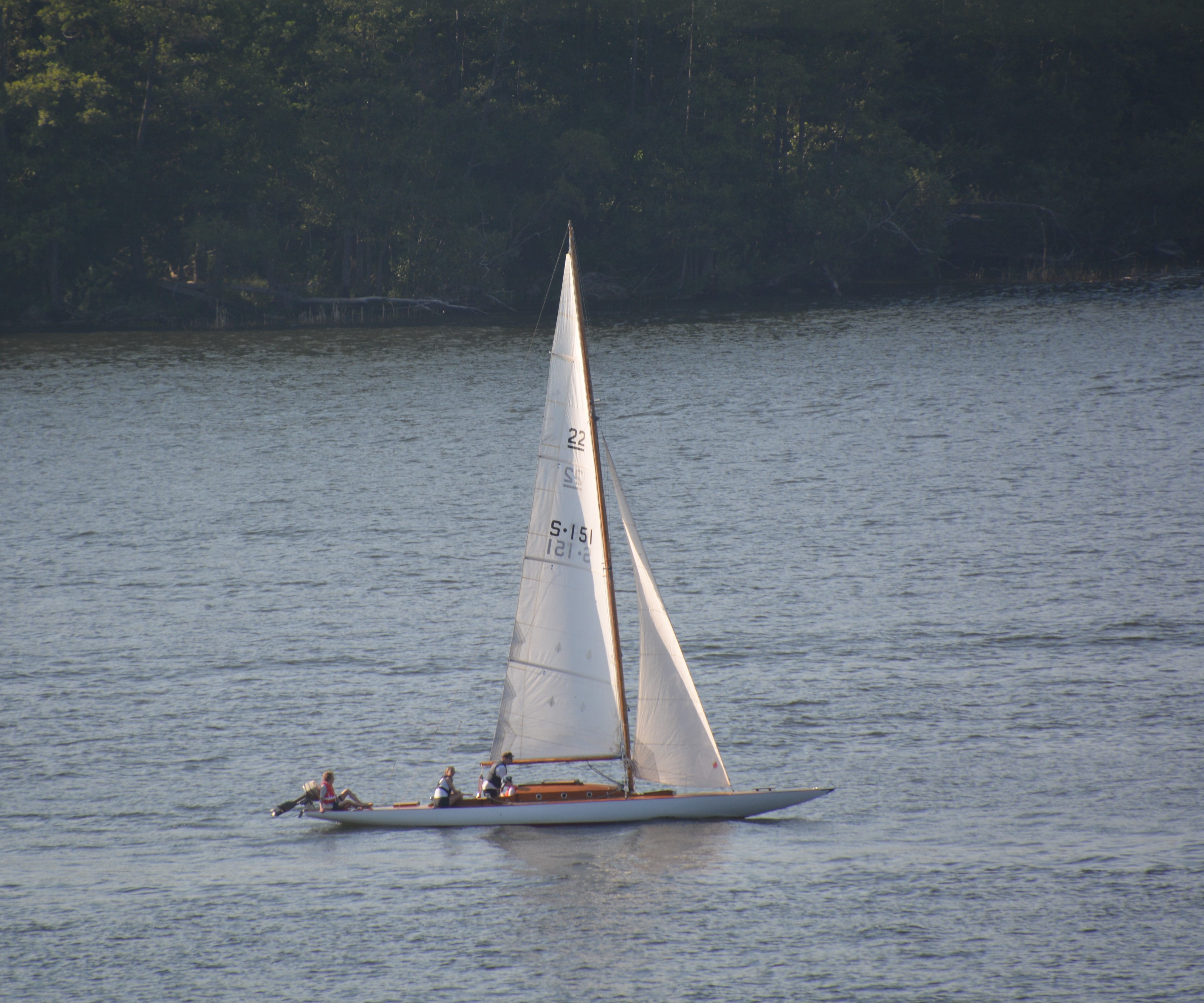
Sk 22 Carmen på Mälaren 2019

Axel Gustaf Estlander, född 18 september 1876 i Helsingfors, död 1 december 1930 i Stockholm, var en finländsk-svensk arkitekt, segelbåtskonstruktör och seglare. Han vann världsrykte på 1920-talet med ett stort antal R-båtar och skärgårdskryssare. 
Ingen annan yachtkonstruktör har varit så betydelsefull för svensk segelsport som Estlander och han var även en av samtidens skickligaste rorsmän. SK 150:an Singoalla och 12mR Prinsessan Svanevit är de mest kända av Estlanders konstruktioner.

## Från skridskoåkare till arkitekt
Gustaf Estlander vann guldmedalj på europamästerskapen i hastighetsåkning på skridskor 1898 i Davos. Han blev tvåa i EM år 1897 och 1899, tvåa i VM 1896, och trea i VM år 1898. 
Efter arkitektexamen 1898 vid Polytekniska Institutet i Helsingfors grundade han tillsammans med John Settergren arkitektbyrån Estlander & Settergren och ritade 1903–1915 ett tjugotal bostadshus i sten i nationalromantisk stil. Av dessa har Villa Ulrika och Villa Solsken sedermera av Finlands museiverk utsetts till byggnadsminnen.

## Båtkonstruktör på heltid 1914
Estlander blev båtkonstruktör på heltid 1914, efter det att han redan ritat ett sextiotal segelbåtar. Han fick sitt internationella genombrott 1918 med 22 m² skärgårdskryssaren Colibri II, som med konstruktören vid rodret, vid en stormsegling på Kanholmsfjärden utklassade den svenska eliten under Sandhamnsveckan. Det avgörande, och för tiden unika, i båtens konstruktion var skrovets extremt långa överhäng i för och akter, vilka särskilt i frisk vind gav en fartgivande lång vattenlinje. Gustaf Estlander var chef för det tyska båtvarvet Pabst Werft i Köpenick utanför Berlin mellan 1918 och 1923.
Estlanders mest berömda och därtill största konstruktion var den för hans egen räkning år 1919 byggda 150 m² skärgårdskryssaren Singoalla, Östersjöns  och även en av världens snabbaste jakter i sin storlek. I alla nordiska regattor tog den alla pris som fanns att få. Den utsökta segelbåten förintades hösten 1922 i en varvsbrand i Tyskland. 
Till jubileumsåret 1930 för KSSS ritade Estlander den vackra Princess Svanevit, en 12mR-yacht, åt bokförläggaren Erik Åkerlund. Estlander ritade även 6mR-båten May Be II som 1927, med Sven Salén vid rodret, vann Guldpokalen i USA.
Estlander flyttade till Sverige 1920 och blev svensk medborgare 1927. Han blev tillfrågad om att rita Mälar 22:an, en entypsbåt, som började byggas 1930, samma år som Estlander dog. Estlander deltog framgångsrikt med egna båtar i närmare 1500 kappseglingar i Europa och placerade sig på fjärde plats i 8mR klassen vid de olympiska seglingarna 1912 i Nynäshamn.
Cirka 300 konstruktionsritningar av Estlanders båtar finns bevarade i Sjöhistoriska museet i Stockholm. Estlanders nyskapande båtkonstruktioner kom att påverka en yngre konstruktörsgeneration med bland andra Tore Holm och Knud H Reimers, vilken senare tog över hans konstruktionsfirma.
Estlander var son till Jakob August Estlander och bror till Ernst Estlander. Den sportige Estlander var i unga år skridskoåkare och blev europamästare 1898. Han seglade 1894 till Sverige i en av honom själv byggd segelkanot.

## Bildgalleri

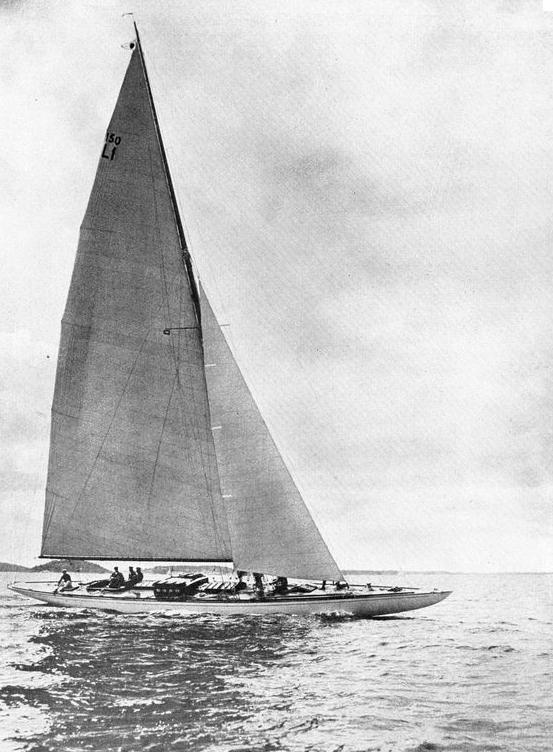
SK 150 Singoalla på Kanholmsfjärden i augusti 1922.
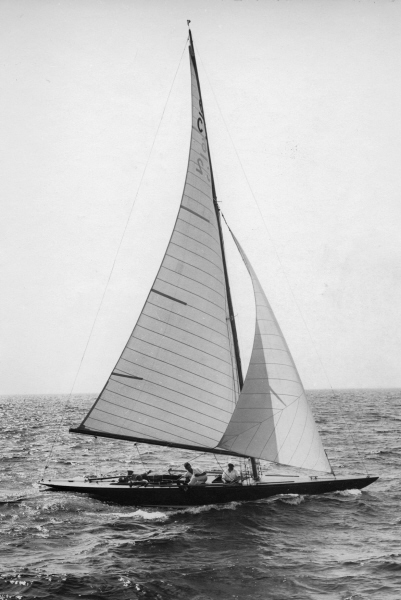
6mR Tutti V 1927
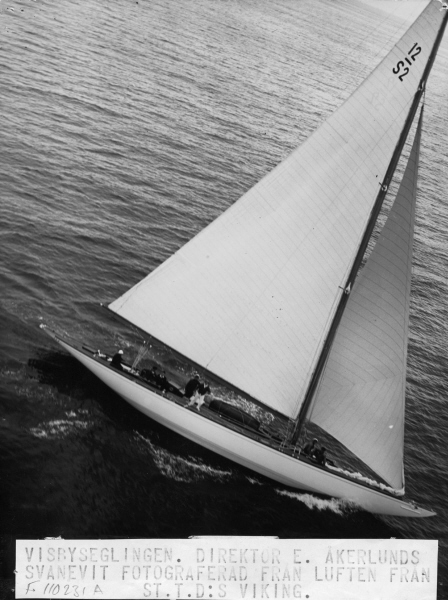
R 12 Princess Svanevit.

## Segelbåtar ritade av Gustaf Estlander i urval
| Namn                              | Typ                  | Segelnummer      | Byggnadsår | Ägare                  | Första ägare      | Varv                                     |
| --------------------------------- | -------------------- | ---------------- | ---------- | ---------------------- | ----------------- | ---------------------------------------- |
| Aldebaran                         | fenkölsbåt           | uppgifter saknas | 1900       | upphuggen 1906         | Gustaf Estlander  | Blekholmen                               |
| Flamingo                          | fenkölsbåt/katamaran | uppgifter saknas | 1900       | uppgifter saknas       | Gustaf Estlander  | Blekholmen                               |
| Aldebaran II                      | 8mR modifierad       | uppgifter saknas | 1908       | uppgifter saknas       | Gustaf Estlander  | Åbo Båtvarf                              |
| Trumph                            | SK 75                | L-2, B12, S 27)  | 1921       | Magnus Swahn           | Richard Borck     | Pabst Werft, Berlin                      |
| Singoalla                         | SK 150               | L-1              | 1920       | förstörd i brand 1922  | Gustaf Estlander  | Hästholmsvarvet                          |
| Caramba                           | 6mR                  | S-5              | 1923       | Såld till Italien 1934 | Gustaf Estlander  | Pabst Werft                              |
| Carmela                           | 6mR                  | S-15             | 1924       | uppgifter saknas       | Gustaf Estlander  | Neglingevarvet                           |
| Renata                            | 6mR                  | L-17             | 1927       | Antti Etelämäki        | Henrik Ramsay     | Örnholmens varv                          |
| Sphinx                            | 8mR                  | L-4              | 1928       | Antti Toukolehto       | Sigurd Frosterus  | Åbo Båtvarf                              |
| Isabel                            | 8mR                  | S-16             | 1928       | Antonis Nicolaras      | Curt Matsson      | Åbo Båtvarf                              |
| Carbonita                         | 8mR                  | uppgifter saknas | 1928       | förstörd               | uppgifter saknas  | uppgifter saknas                         |
| Lempo II                          | 8mR                  | L-6              | 1928       | Torsten Granberger     | Leuto Pajunen     | Åbo Båtvarf                              |
| Cheerio                           | 8mR                  | L-7              | 1928       | uppgifter saknas       | Gunnar Grönblom   | uppgifter saknas                         |
| Roulette                          | A22                  | S-92             | 1928       | B.O. Hallberg          | C.D. Forsman      | Motala Båtvarv                           |
| Ellen                             | 8mR                  | S-16             | 1930       | uppgifter saknas       | uppgifter saknas  | uppgifter saknas                         |
| Maribel                           | 8mR                  | L-8              | 1930       | Peter Groh             | Curt Matsson      | Maskin & Bro Varv, Helsingfors           |
| Ian (fd. Marja, Zuleika, Sir Ian) | 6mR                  | L-59             | 1929       | Michael Cedercreutz    | Gustaf Estlander  | Arendals båtvarv                         |
| Fromista III                      | 6mR                  | E-38             | 1930       | uppgifter saknas       | S. Galindez       | Kungsörs båtvarv                         |
| Fromista IV                       | 6mR                  | E-28             | 1930       | uppgifter saknas       | S. Galindez       | Kungsörs båtvarv                         |
| Princess Svanevit                 | 12mR                 | S-2              | 1930       | Erik Åkerlund          | Neglingevarvet    |                                          |
| Safir                             | 8mR                  | S-6              | 1930       | uppgifter saknas       | Marcus Wallenberg | Abrahamsson & Börjessons Båtvarv, Ramsö. |

## Byggnader ritade av Estlander i Helsingfors
| Namn                  | Stadsdel     | Kvarter    | Adress                                  | Byggnadsår | Källa  |
| --------------------- | ------------ | ---------- | --------------------------------------- | ---------- | ------ |
| Elisabeth             | Kronohagen   | Renen      | Sjötullsgatan 19 - Manesgatan 1-3       | 1903       | [ 11 ] |
|                       | Kronohagen   |            | Mariegatan 19                           | 1904       | [ 12 ] |
|                       | Kronohagen   | Grävlingen | Fredsgatan 11 - Mariegatan 16           | 1911       | [ 13 ] |
| Harmonin              | Kronohagen   | Vildsvinet | Estnäsgatan 9                           | 1915       | [ 14 ] |
|                       | Kronohagen   | Vildsvinet | Kyrkogatan 14                           | 1905       | [ 15 ] |
|                       | Kampen       | Storken    | Bulevarden 17                           | 1905       | [ 16 ] |
|                       | Kampen       | Storken    | Albertsgatan 27a                        | 1906       | [ 17 ] |
|                       | Kampen       | Storken    | Bulevarden 19                           | 1906       | [ 18 ] |
|                       | Kampen       | Kalkonen   | Fredriksgatan 39 - Bulevarden 11        | 1903       | [ 17 ] |
| Fridborg              | Skatudden    | Lärkträdet | Lotsgatan 3                             | 1904       | [ 19 ] |
|                       | Ulrikasborg  | Löjan      | Petersgatan 18 - Kaptensgatan 5         | 1904       | [ 20 ] |
| Villa Solsken         | Ulrikasborg  | Mörten     | Främlingsgatan 4 - Ullrikasgatan 3      | 1905       | [ 21 ] |
|                       | Rödbergen    | Korpen     | Bangatan 19                             | 1907       | [ 22 ] |
|                       | Rödbergen    | Pelikanen  | Albertsgatan 17 - Stora Robertsgatan 39 | 1906       | [ 23 ] |
| Italienska ambassaden | Eira         | 218        | Fabriksgatan 32 c-d                     | 1912       | [ 24 ] |
| Maja                  | Ulrikasborg  | Karppi     | Kapteensgatan 4-6                       | 1905       | [ 25 ] |
| Villa Ulrika          | Ulrikasborg  | Mösten     | Ullrikasasgatan1                        | 1910       | [ 26 ] |
| Villa Luna            | Ulrikasborg  | Mörten     | Främlingsgatan 2                        | 1910       | [ 28 ] |
|                       | Rödbergen    | Pelikanen  | Nylandsgatan 42 - Albertsgatan 19       | 1907       | [ 29 ] |
|                       | Rödbergen    | Ugglan     | Stora Robertsgatan 17-19                | 1912       | [ 29 ] |
| Tusculum              | Tölö         | _          | Tölögatan 8-Cygeausgatan 7              | 1911       |        |
| NJK:s klubbhus        | Södra hamnen | Blekholmen | Blekholmen                              | 1900       | [ 30 ] |